# Coulombs-en-Valois
Coulombs-en-Valois település Franciaországban, Seine-et-Marne megyében. Lakosainak száma 579 fő (2022. január 1.). Coulombs-en-Valois Brumetz, Gandelu, Montigny-l’Allier, Vendrest, Crouy-sur-Ourcq, Dhuisy és Germigny-sous-Coulombs községekkel határos.

## Népesség
A település népességének változása:
| Lakosok száma | 632  | 595  | 589  | 571  | 565  | 559  | 566  | 572  | 579  |
|               | 2013 | 2015 | 2016 | 2017 | 2018 | 2019 | 2020 | 2021 | 2022 |